# Ingrid Jasmin
Ingrid Jasmin Vogt (* 1987), kurz Ingrid Jasmin, ist eine norwegische Sängerin.

## Leben
Vogt stammt aus der Stadt Kragerø und hat Vorfahren aus Costa Rica. Sie studierte in Kuba und Spanien. Im Jahr 2021 veröffentlichte sie ihre Debütsingle Pilgrim. Im Oktober 2022 gab Vogt ihr Debütalbum Luna heraus. Beim norwegischen Musikpreis Spellemannprisen 2022 gewann sie dafür in der Kategorie „Offene Klasse“.
Im Jahr 2024 nahm sie mit dem Lied Eya am Melodi Grand Prix 2024, dem norwegischen Vorentscheid für den Eurovision Song Contest, teil. Dort erreichte sie im Finale den achten Platz.

## Stil
In ihren Liedern singt sie auf Norwegisch, Englisch und Spanisch. Das Billboard-Magazin beschrieb ihre Musik als von nordischem Folk, Latin und R&B inspiriert. In der Aftenposten hieß es in einer Rezension ihres Debütalbums, dass sie Flamenco und norwegische Volksmusik zu „unverwechselbarer Popmusik“ verschmelze.

## Auszeichnungen
- 2022: Spellemannprisen, „Offene Klasse“ (für Luna)[3]

## Diskografie

### Alben
- 2023: Luna

### Singles
- 2021: Pilgrim
- 2022: Rumor
- 2023: M.U.E.R.T.O
- 2023: Sorry
- 2024: Eya